# José Antonio Rosas
José Antonio Rosas Martínez (nacido el 27 de febrero de 1986, en Guadalajara, Jalisco) es un futbolista mexicano que juega en la posición de mediocampista. Su equipo actual son los Correcaminos de la UAT de la Liga de Ascenso de México.

## Trayectoria
José Antonio Rosas es un jugador surgido de las fuerzas básicas del Monarcas Morelia. 
Debutó en la Primera División de México con Monarcas Morelia el 6 de agosto de 2005 en el Estadio Morelos en el empate de 2-2 contra el Monterrey. 
Actualmente es jugador de los Correcaminos de la UAT.

## Clubes
| Club                   | País          | Año           | Partidos | Goles |
| ---------------------- | ------------- | ------------- | -------- | ----- |
| Monarcas Morelia       | México        | 2005 - 2007   | 19       | 2     |
| Estudiantes de Mérida  | México        | 2007          | 9        | 2     |
| Monarcas Morelia       | México        | 2008          | 4        | 1     |
| Estudiantes de Mérida  | México        | 2008 - 2009   | 26       | 1     |
| Monarcas Morelia       | México        | 2009          | 5        | 1     |
| Estudiantes de Mérida  | México        | 2009 - 2010   | 11       | 1     |
| Club Celaya            | México        | 2011          | 6        | 2     |
| Neza FC                | México        | 2011 - 2013   | 61       | 4     |
| Delfines del Carmen    | México        | 2013 - 2014   | 16       | 2     |
| Dorados de Sinaloa     | México        | 2014 - 2015   | 13       | 0     |
| Correcaminos de la UAT | México        | 2015 - 2017   | 9        | 1     |
| Total carrera          | Total carrera | Total carrera | 179      | 17    |